# Amatuku
Amatuku ist eine kleine Riffinsel im nordöstlichen Riffsaum des Atolls Funafuti, Tuvalu.

## Geographie
Die Insel liegt zwischen den Inseln Tengako und Mulitefala.
Dort befindet sich das Tuvalu Maritime Training Institute mit Bootsanlegern einer künstlichen Fahrrinne und zahlreichen militärischen Einrichtungen.
Der gleichnamige Ort auf der Insel hat ca. 52 Einwohner.